# Истиклол (Лахш)
Истикло́л, или Истиклольский джамоат (тадж. Ҷамоати деҳоти Истиқлол, до 22 марта 2022 г. — джамоат Кашот; тадж. Ҷамоати деҳоти Қашот) — сельская община (джамоат) Лахшского района Таджикистана.
Расстояние до центра района — 39 км. Население — 3890 человек (2015 г.), таджики и киргизы.

## Населённые пункты
| № | Населённый пункт | Прежние названия   | Тип населённого пункта | Население, 2003 | Население, 2017. |
| - | ---------------- | ------------------ | ---------------------- | --------------- | ---------------- |
| 1 | Думбрасозон      | до 2022 — Домбрачи | деха                   | 789             | ↗1106            |
| 2 | Контой           |                    | деха                   | -               | ↗40              |
| 3 | Сарипуль         | до 2022 — Кашот    | деха, адм. центр       | 1298            | ↗1475            |
| 4 | Хингсой          | до 2022 — Карасой  | деха                   | 851             | ↗1269            |

## История
30 марта 1954 был упразднен кишлачный совет Джулбулат, а его территория включена в состав кишлачного совета Домбрачи.
16 ноября 1979 года в новообразованный кишлачный совет Сурхоб Джиргатальского района из Домбрачинского к/с были переданы кишлаки Кушагба и Шилбили.